# Hervé Madoré
Pour les articles homonymes, voir Madoré.
Hervé Madoré, né le 29 juin 1953 à Saint-Barnabé, est un céiste français de slalom et de descente. 

## Carrière
Il est médaillé d'argent en canoë monoplace (C1) par équipe aux Championnats du monde de slalom 1981 à Bala. Il remporte une médaille d'or en canoë biplace (C2) par équipe et une médaille d'argent en C2 aux Championnats du monde de descente 1983 à Merano.
Il est nommé chevalier de l'ordre national du Mérite en 1996.
Il est par la suite directeur technique national de la Fédération française de canoë-kayak, directeur de la Préparation olympique, conseiller du sport auprès du Premier ministre, directeur adjoint de cabinet de la Ministre des Sports et inspecteur général de la jeunesse et des sports.

## Famille
Il est le père du kayakiste Mathurin Madoré.